# Oleg Kokuszkin
Oleg Ioiljewicz Kokuszkin (ros. Олег Иоильевич Кокушкин, ur. 25 kwietnia?/8 maja 1910 w mieście Plos w obwodzie iwanowskim, zm. 14 września 1943 k. wsi Hajworon w rejonie bachmackim) – radziecki wojskowy, podpułkownik, Bohater Związku Radzieckiego (1943).

## Życiorys
Skończył 7 klas szkoły w mieście Buj w obwodzie kostromskim, później pracował jako brygadzista w stalingradzkiej fabryce traktorów, od 1931 służył w Armii Czerwonej i należał do WKP(b), ukończył szkołę młodszych specjalistów lotniczych w Taszkencie, a w 1934 wolską wojskową szkołę lotniczo-techniczną i został sekretarzem organizacji partyjnej i instruktorem wydziału politycznego. W październiku 1940 skończył kursy wojskowej kadry politycznej w Smoleńsku, po ataku Niemiec na ZSRR walczył na Ukrainie jako starszy politruk batalionu; podczas jednego ze starć po ranieniu dowódcy batalionu wziął na siebie dowodzenie batalionem, wkrótce potem sam został ranny. Później w składzie Frontu Zachodniego uczestniczył w obronie Moskwy, w której został ranny, w 1942 brał udział w operacji charkowskiej, następnie w składzie 13 Dywizji Gwardyjskiej Aleksandra Rodimcewa walczył pod Stalingradem. W listopadzie 1942 został skierowany na kursy „Wystrieł”, po ukończeniu których został skierowany do formowanej 3 Gwardyjskiej Dywizji Powietrznodesantowej jako dowódca 8 pułku powietrznodesantowego, z którą w styczniu 1943 został przeniesiony na Front Północno-Zachodni i wziął udział w walkach pod Starą Russą. Latem 1943 wraz z dywizją został włączony w skład 60 Armii gen. Iwana Czerniachowskiego, brał udział w bitwie pod Kurskiem, gdzie wyróżnił się osobistą odwagą, później uczestniczył w walkach o Nieżyn i w walkach w obwodzie kurskim, sumskim i czernihowskim, w tym walkach o Bachmacz. W jednej z walk w rejonie bachmackim zginął podczas niemieckiego nalotu.

## Odznaczenia
- Złota Gwiazda Bohatera Związku Radzieckiego (pośmiertnie, 17 października 1943)
- Order Lenina (pośmiertnie, 17 października 1943)
- Order Czerwonego Sztandaru (dwukrotnie - 1942 i 1943)
- Order Wojny Ojczyźnianej II klasy (1943)
- Medal „Za Odwagę”
- Medal „Za obronę Stalingradu”